# Gustav Tobler (Historiker)
Gustav Tobler (* 2. Januar 1855 in Ilanz; † 9. Juli 1921 in Merligen, Gemeinde Sigriswil; heimatberechtigt in Lutzenberg und ab 1913 Ehrenbürger in Bern) war ein Schweizer Historiker und Hochschullehrer aus dem Kanton Appenzell Ausserrhoden.

## Leben
Gustav Tobler war ein Sohn von Hans Konrad Tobler, Lehrer, Chorleiter, Komponist und Autor, und Juliana, geb. Lutz. Der Theologe Alfred Tobler war sein Bruder.
Gustav Tobler besuchte das Gymnasium in St. Gallen. Hier prägte ihn Johannes Dierauer. Von 1875 bis 1879 studierte er Geschichte an der Eberhard Karls Universität Tübingen der Universität Straßburg und an der Universität Zürich bei Georg von Wyss und Gerold Meyer von Knonau. In Zürich erlangte er 1879 den Dr. phil. In diesem Jahr hielt er sich dann in Stuttgart auf, wo er Friedrich Theodor von Vischer nahekam, und auch der in Straßburg tätige Paul Scheffer-Boichorst hinterließ einen Eindruck auf ihn. Von 1880 bis 1896 arbeitete er als Gymnasiallehrer für Geschichte und Deutsch in Bern. Ab 1887 war er Privatdozent und von 1896 bis 1921 ordentlicher Professor für Schweizer Geschichte an der Universität Bern. Von 1887 bis 1899 arbeitete er als Redaktor des Anzeigers für schweizerische Geschichte.
Tobler forderte, dass die Geschichtsschreibung nicht nur die politischen Ereignisse, sondern alle Lebensbereiche umfassen solle. Er publizierte vor allem zu kulturgeschichtlichen Themen im Bereich der Berner und Schweizer Geschichte.
1883 heiratete er Anna Bertha Haaf, Tochter des Johann Christoph Karl Haaf, Drogist.
Der Nachlass von Gustav Tobler befindet sich in der Burgerbibliothek Bern.

## Werke (Auswahl)
- (Hrsg.), Die Berner-Chronik des Diebold Schilling 2 Bände 1897
- Vincenz Bernhard Tscharner, 1895